# 塔努特省
14°45′N 8°20′E / 14.750°N 8.333°E

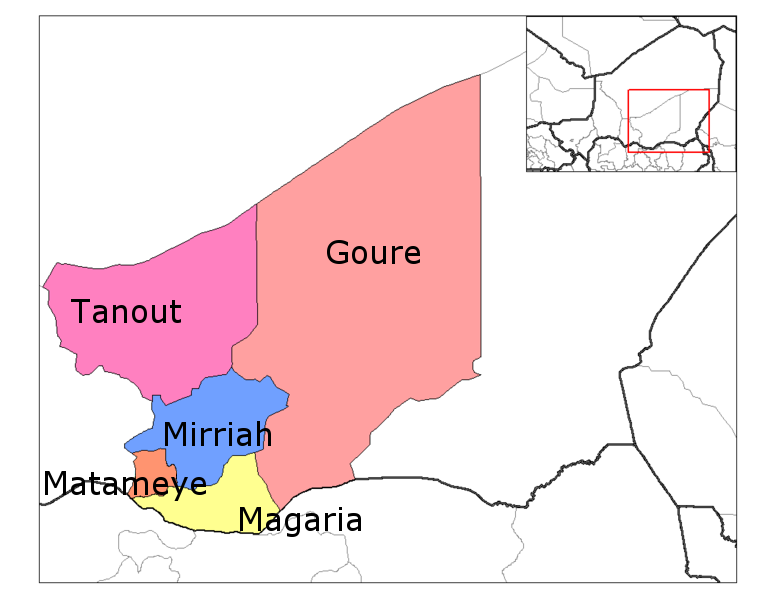

塔努特省（法語：Tanout），是尼日爾的省份，位於該國南部，由津德爾大區負責管轄，東面是古雷省，面積35,447平方公里，2011年人口475,125，人口密度每平方公里13人。